# Гідросила
Гідросила — українське підприємство машинобудівної галузі у Кропивницькому. Спеціалізується на розробці, виробництві і реалізації шестеренних, аксіально-поршневих і інших гідроприводів для гідросистем тракторів всіх класів, автомобілів, сільськогосподарських, дорожньо-будівельних, комунальних машин. Засноване в 1930 році.

## Історія
Підприємство засноване в 1930 році як слюсарно-механічні майстерні, що випускали чашкові ваги, лебідки, пивні насоси, сурми, печі, ковадла, чавунне лиття.
- З 1938 року спеціалізується на випуску запасних частин до тракторів та сільгоспмашин.
- У 1955 році освоєно виробництво водяних і масляних насосів до тракторних двигунів.
- З 1958 року розпочато випуск шестеренних насосів.

На ринку гідростатичних трансмісій підприємство працює з 1980 року, після придбання ліцензії на виробництво об'ємних гідроприводів у німецької фірми Sauer-Standart. Продукцією заводу комплектувалися складальні конвеєри тракторних, комбайнових заводів, заводів з виробництва сільськогосподарської і дорожньо-будівельної техніки на території Радянського Союзу і країн РЕВ.
- 2001  — створення керуючої компанії «Гідросила ГРУП».
- 2003  — створення заводу з виробництва рукавів високого тиску — «Гідросила ЛЕДА».
- 2004  — створення дистриб'юторської компанії у місті Астана, Казахстан.
- 2006  — придбання заводу з виробництва гідророзподільників і гідроциліндрів — «Гідросила МЗТГ»
- 2007  — створення підприємства з виробництва гідроциліндрів — «Гідросила ТЕТІС».

2009-го року відбулося виділення виробництва аксіально-поршневих машин в окреме підприємство — «Гідросила АПМ» (Кропивницький). Цього ж року відкрилося регіональне представництво у Шанхаї — Power Hydraulics Trading (Shanghai) Co.Ltd
- 2011  — виробництво шестеренних насосів під торговою маркою «Гідросила» перевищує 1 млн штук на рік.
- 2013  — створення заводу з виробництва відливок з сірого і високоміцного чавуну — завод «Металіт».
- 2015  — створення заводу з виробництва гідроциліндрів в Республіці Білорусь — «Гідросила БЕЛАР».
- 2017  — відкриття представництва в Європейському Союзі — ТОВ «Hydrosila EU», м Вроцлав (Польща).

Сьогодні «Гідросила ГРУП» - найбільший виробник гідравлічних силових машин і компонентів гідросистем в Східній Європі. [джерело?]
Цикл виробництва замкнутий і включає всі ступені виготовлення продукції: від ливарного виробництва до складання та випробувань готової продукції.

## Структура
До складу «Гідросила ГРУП» входить 6 виробничих підприємств, розташованих на території СНД:
- АТ «Гідросила» — розробка і виробництво насосів шестеренних;
- ПАТ «Гідросила АПМ» — розробка і виробництво аксіально-поршневих машин і запасних частин до АПМ;
- ЗАТ «Гідросила ЛЕДА» — розробка і виробництво рукавів високого тиску;
- ПАТ «Гідросила МЗТГ» — розробка і виробництво гідророзподільників;
- ТОВ «Гідросила ТЕТІС» — розробка і виробництво гідроциліндрів;
- ТОВ «Гідросила БЕЛАР» — розробка і виробництво гідроциліндрів.

На даний момент на підприємствах «Гідросила ГРУП» працює близько 4 000 осіб.

## Продукція

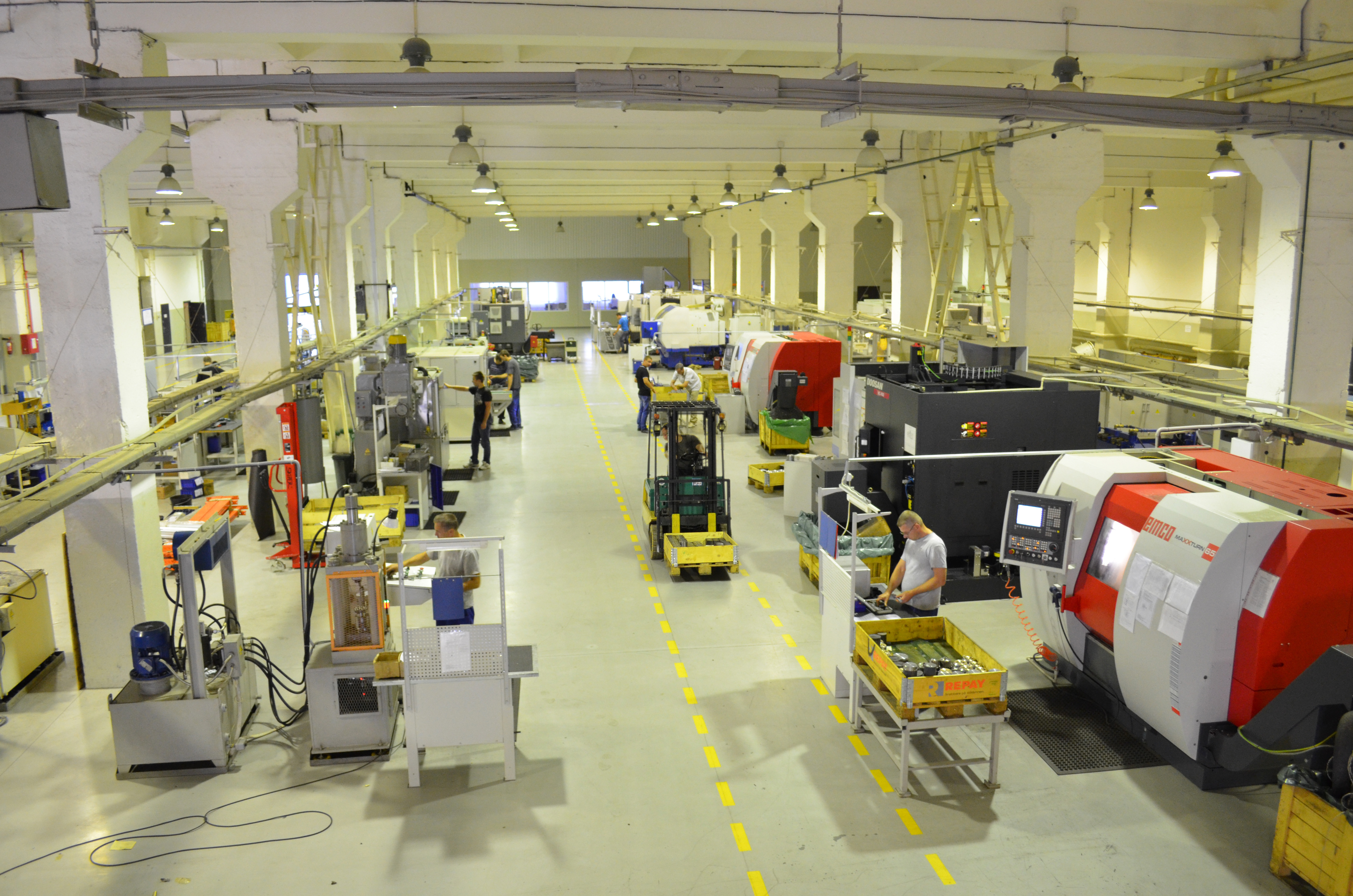
Один з цехів заводу.

- Насоси і мотори шестеренні в алюмінієвому і чавунному корпусі: робочі об'єми: 1-200 см³/об, номінальний тиск 140—280 бар.
- Аксіально-поршневі машини для відкритих гідросистем: робочі об'єми 18-112 см³/об, номінальний тиск 210—280 бар.
- Аксіально-поршневі машини для закритих гідросистем: робочі об'єми 33,3-110,8 см³/об, номінальний тиск 210—280 бар.
- Гідророзподільники: витрата робочої рідини 20-300 см³/об, номінальний тиск: 160—250 бар.
- Гідроциліндри поршневі: діаметр поршня 40-160 мм, діаметр штока 20-80 мм.
- Гідроциліндри плунжерні: діаметр плунжерів 32-80 мм, номінальний тиск: 160—250 бар.
- Рукава високого тиску, фіттинг і з'єднувальна арматура: робочий тиск 40-420 бар.

## Інтернет-магазин
В 2019 році група компаній "Гідросила" запустила офіційний інтернет-магазин Shop.hydrosila.com [Архівовано 23 жовтня 2021 у Wayback Machine.], який реалізовує продукцію підприємства в роздріб на території України.